# Вільна Україна (Каховський район)
Вільна Украї́на —  село в Україні, у Каховському районі Херсонської області. Входить до складу Каховської міської громади. Населення становить 322 осіб. Село окуповане російськими військами з 24 лютого 2022 року.

## Населення

### Мова
Розподіл населення за рідною мовою за даними перепису 2001 року:
| Мова       | Кількість | Відсоток |
| ---------- | --------- | -------- |
| українська | 313       | 97.21%   |
| російська  | 8         | 2.48%    |
| румунська  | 1         | 0.31%    |
| Усього     | 322       | 100%     |